# Ofri Arad
Ofri Arad (en hebreo: עופרי ארד‎; HaHotrim, 11 de septiembre de 1998) es un futbolista israelí que juega en la demarcación de defensa para el F. C. Kairat Almaty de la Liga Premier de Kazajistán.

## Selección nacional
Tras jugar con la selección de fútbol sub-18 de Israel, la sub-19 y la sub-21, finalmente hizo su debut con la selección absoluta el 14 de octubre de 2020 en un partido de la Liga de Naciones de la UEFA contra Eslovaquia que finalizó con un resultado de 2-3 a favor del combinado israelí tras los goles de Marek Hamšík y Róbert Mak para Eslovaquia, y un triplete de Eran Zahavi para Israel.

## Clubes
| Club                            | País       | Año       | Partidos | Goles |
| ------------------------------- | ---------- | --------- | -------- | ----- |
| Maccabi Haifa F. C.             | Israel     | 2016-2017 | 0        | 0     |
| Hapoel Ramat Gan F. C. (cedido) | Israel     | 2017-2018 | 35       | 4     |
| Maccabi Haifa F. C.             | Israel     | 2018-2023 | 142      | 9     |
| F. C. Kairat Almaty (cedido)    | Kazajistán | 2023-     | 27       | 0     |

## Palmarés

### Campeonatos nacionales
| Título                 | Club                | País   | Año  |
| ---------------------- | ------------------- | ------ | ---- |
| Copa de Israel         | Maccabi Haifa F. C. | Israel | 2016 |
| Liga Premier de Israel | Maccabi Haifa F. C. | Israel | 2021 |
| Supercopa de Israel    | Maccabi Haifa F. C. | Israel | 2021 |
| Copa Toto Al           | Maccabi Haifa F. C. | Israel | 2022 |
| Liga Premier de Israel | Maccabi Haifa F. C. | Israel | 2022 |